# Michael Alison
Michael James Hugh Alison (27 juin 1926 - 28 mai 2004) est un homme politique conservateur britannique.

## Biographie
Né à Margate, Kent, Alison fait ses études au Collège d'Eton ; Wadham College, Oxford ; et Ridley Hall, Cambridge. Pendant la guerre, il sert dans les Coldstream Guards. Il est conseiller au Kensington Borough Council de 1956 à 1959 et chercheur en affaires étrangères au Conservative Research Department de 1958 à 1964.[réf. nécessaire]
Il est député de Barkston Ash de l'élection générale de 1964 jusqu'à ce que cette circonscription soit abolie pour l'élection générale de 1983, puis pour la circonscription de Selby qui la remplace, de 1983 jusqu'à ce qu'il se retire aux élections générales de 1997 .
Il occupe divers postes ministériels subalternes sous Margaret Thatcher, notamment en tant que Secrétaire parlementaire privé (1983-1987) et ministre d'État (Bureau de l'Irlande du Nord 1979-81, ministère de l'Emploi 1981-83). Pendant dix ans à partir de 1987, il est le deuxième commissaire des États de l'Église .

## Famille
En 1958, il épouse Sylvia Haigh, avec qui il a deux fils et une fille. Son fils, James Alison (en), est un théologien chrétien réputé et un défenseur de l'acceptation des homosexuels dans l'Église.